# Castle Rock (Michigan)
Castle Rock je geologická vápencová skalní věž a turistická atrakce nacházející se v okresu Mackinac County 5 km severně od města St. Ignace v Michiganu na dálnici Interstate 75 na Horním poloostrově Michiganu.

## Popis
Castle Rock, který se vypíná do výšky 59 m nad hladinou nedalekého Huronského jezera, vznikl erozí okolní půdy. Po wisconsinském zalednění vzniklo postglaciální jezero Algonquin, jehož součástí bylo dnešní Huronské jezero včetně Jiřího zálivu, Michiganské jezero, jezera Nipigon a Nipissing. Tání po poslední době ledové způsobilo, že vody Algonquinského jezera byly mnohem výše, než je dnes hladina Huronského jezera. Postupem času klesající voda erodovala velkou část pevniny. Castle Rock, který této erozi odolal, je tvořen vápencovou brekcií; jedná se o mořskou skalní věž, geologicky podobnou několika útvarům na nedalekém ostrově Mackinac, jako je Arch Rock nebo Sugar Loaf.
Místní obyvatelé vyprávějí o Castle Rocku mnoho příběhů a jeho mytické i skutečné historii. Byl označován jako "Odžibvejská vyhlídka", ale je více než pravděpodobné, že skutečnou vyhlídkou byl nedaleký kopec Rabbit's Back (česky Králičí hřbet). Návštěvníky skály vítají sochy hrdiny Paula Bunyana a jeho pomocníka, modrého vola Babea, a je zde i obchod se suvenýry.
V roce 1928 zakoupil skalní věž a přilehlý turistický stánek C. C. Eby a zpřístupnil Castle Rock veřejnosti. Rodina Eby skálu vlastní a provozuje jako sezónní turistickou atrakci i nadále, otevřena je od poloviny května do poloviny října. Návštěvníkům se doporučuje vystoupat po venkovním schodišti na vrchol skály, ze kterého je panoramatický výhled na pobřeží Huronského jezera. Vybírá se zde malé vstupné.

## Galerie

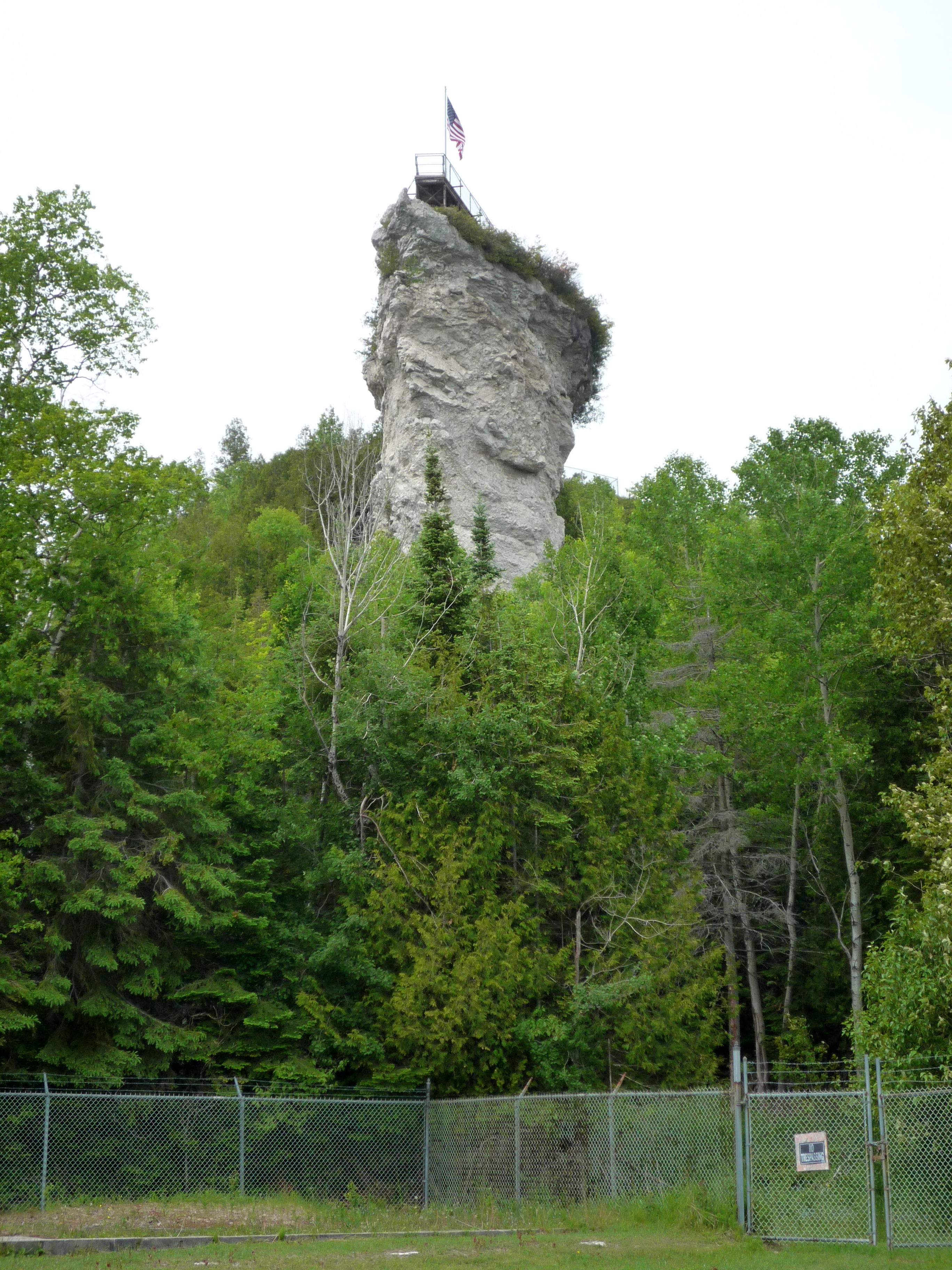
Castle Rock
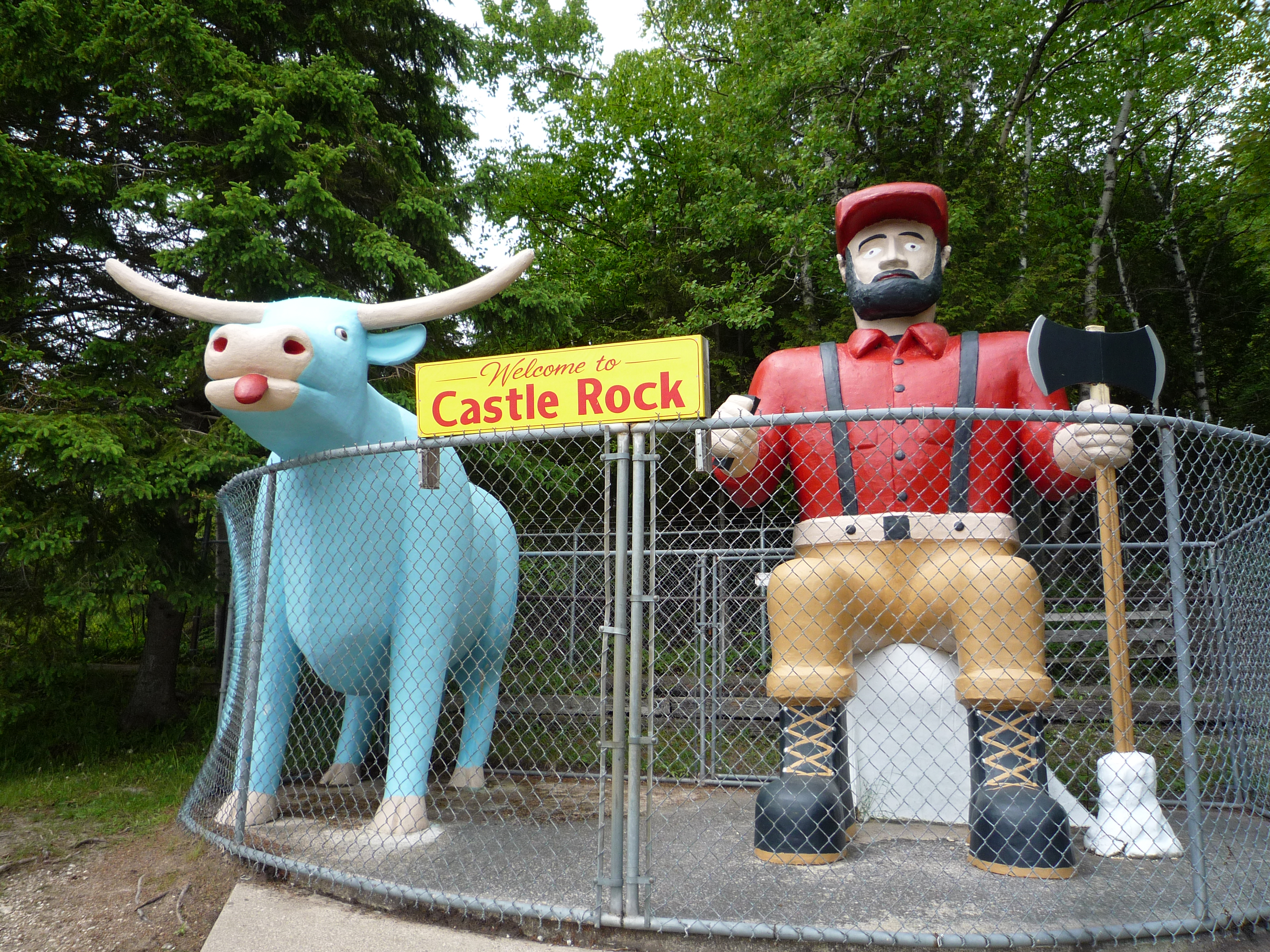
Paul Bunyan a modrý býk Babe
Panoramatický pohled z vrcholu Castle Rock
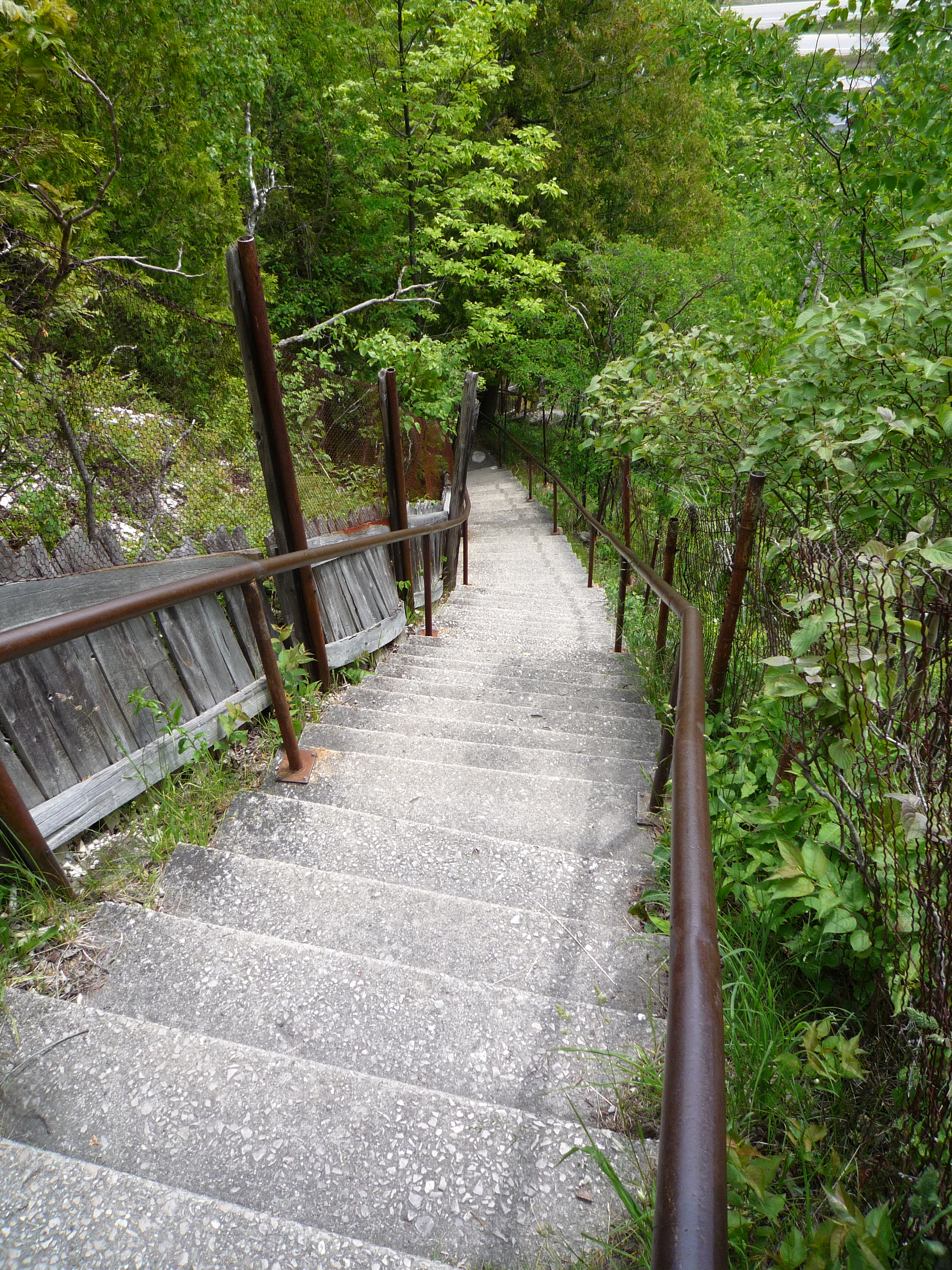
Strmé schody vedoucí na vrchol